# Carl Alexander Raida
Carl Alexander Raida (París, 4 d'octubre de 1852 - Berlín, 26 de novembre de 1923) fou un compositor alemany d'origen francès.
Estudià en els Conservatoris de Stuttgart i de Dresden, i des de 1878 fins a 1892 director d'orquestra de diversos teatres de Berlín i més tard de Múnic.
És autor de nombroses operetes, tals com les titulades Der Prinz von Luxenstein (1877); Die Königin von Golkonda (Berlín, 1879); Prinz Orloffsky (Berlín, 1882); Capricciosa (Berlín, 1886); Der Jaeger von Soest (Berlín, 1887), i Der Schlummerude Löwe (Nuremberg, 1903).